# Ictalurus australis
Ictalurus australis är en fiskart som först beskrevs av Meek, 1904.  Ictalurus australis ingår i släktet Ictalurus och familjen Ictaluridae. IUCN kategoriserar arten globalt som otillräckligt studerad. Inga underarter finns listade i Catalogue of Life.